# San Juanicostraat
De San Juanico-straat, is een smalle zeestraat tussen de Filipijnse eilanden Leyte en Samar. De straat van San Juanico is op zijn smalste punt 2 kilometer breed en wordt daar overspannen door de San Juanico-brug. Deze brug, die werd aangelegd tijdens het bewind van voormalig president Ferdinand Marcos, vormt een belangrijke verbinding tussen Leyte en Samar en maakt deel uit van de Pan-Filipijnse snelweg.